# Novopavlivka, Veselînove
Novopavlivka (în ucraineană Новопавлівка) este un sat în așezarea urbană Kudreavțivka din raionul Veselînove, regiunea Mîkolaiiv, Ucraina.

## Demografie
Componența lingvistică a localității Novopavlivka
     Ucraineană (91,72%)
     Rusă (6,37%)
     Română (1,91%)
Conform recensământului din 2001, majoritatea populației localității Novopavlivka era vorbitoare de ucraineană (91,72%), existând în minoritate și vorbitori de rusă (6,37%) și română (1,91%).